# بلدية روجينا
بلدية روجينا (بالإنجليزية: Rūjiena Municipality)‏ هي بلدية في لاتفيا، تتبع لاتفيا، بلغ عدد سكانها 5٬056  نسمة، في 1 يناير 2017.

## التقسيمات الإدارية
- Ipiķi Parish [الإنجليزية]‏.